# Jessicka
Jessicka Addams (nacida como Jessica Fodera; Fort Lauderdale, Florida; 23 de octubre de 1975) es una artista visual y música estadounidense. Conocida por su nombre artístico Jessicka, fue la líder de la banda de rock alternativo Jack Off Jill , y más tarde de la banda de noise-pop Scarling.

## Discografía

### Álbumes/CD
- Jack Off Jill, Children 5 and Up, (1993)— escritor, vocal
- Jack Off Jill, The Boygrinder Sessions, (1994)— escritor, vocal
- Jack Off Jill, Cannibal Song Book, (1995)— escritor, vocal
- Jack Off Jill, Cockroach Waltz, (1996)— escritor, vocal
- Jack Off Jill, Sexless Demons And Scars (1997) — escritor, vocal
- Jack Off Jill, Clear Hearts Grey Flowers (2000)— escritor, vocal
- Soundtrack, American McGee's Alice (2001) — vocal
- Scarling., Sweet Heart Dealer, álbum (2004) — escritor, vocal
- Scarling., So Long, Scarecrow, álbum (2005) — escritor, vocal

### Sencillos y EP
- Jack Off Jill, " My Cat/Swollen" ( 7" Rectum Records first pressing black and white 1993) — escritor, vocal
- Jack Off Jill, " My Cat/Swollen" ( 7" Rectum Records second pressing color 1994) — escritor, vocal
- Jack Off Jill, "Girlscout/ American Made" ( 7" Risk Records 1996) — escritor, vocal
- Jack Off Jill, Covetous Creature (1998) — escritor, vocal
- Honey To Ash, " Last Day In June" (Unquiet Grave Vol. 4 - Cleopatra Records 2000) — escritor, vocal
- Messy, "Make You Believe" (Messy Music 2001) — escritor, vocal
- Scarling., Band Aid Covers the Bullet Hole (7", Sympathy for the Record Industry 2003) — escritor, vocal
- Scarling., Band Aid Covers the Bullet Hole (CD, Sympathy for the Record Industry, 2003) — escritor, vocal
- Scarling., Crispin Glover (7", Sympathy for the Record Industry, 2004) — escritor, vocal
- Scarling., Crispin Glover (7", Sympathy for the Record Industry, 2004) — escritor, vocal
- Scarling. / The Willowz (split 7", Sympathy for the Record Industry, 2005) — escritor, vocal
- Scarling., "Staring To The Sun" (CD, Sympathy for the Record Industry, 2006) — escritor, vocal

## Filmografía
- Ellie Parker (2005)